# ميخائيل براون (رجل أعمال)
ميخائيل براون (بالألمانية: Michael Braun)‏ هو شخصية أعمال ألماني، ولد في 5 أغسطس 1866 في هويباخ في ألمانيا، وتوفي بنفس المكان في 21 يوليو 1954.